# Martina García
Martina García (Bogotà, 27 giugno 1981) è un'attrice ed ex modella colombiana, nota per aver preso parte ad alcune serie televisiva, in particolare Homeland - Caccia alla spia (2013) e Narcos (2016).
È una delle attrici di maggior successo in Colombia e Sud America.

## Biografia
Nativa di Bogotà, Garcìa studia al Lycée Français Louis Pasteur e alla Estudio XXI Theatre School della sua città natale. Modella dall'età di quattordici anni, ha realizzato copertine e pagine di numerose riviste e prestato la sua immagine a importanti brand. Dopo il liceo si trasferisce a Londra per un anno, continuando la sua formazione professionale frequentando vari corsi alla London Academy of Music and Dramatic Art e The Central School of Speech and Drama. A Madrid frequenta anche corsi del regista teatrale Juan Carlos Corazza, mentre a Parigi studia filosofia alla Sorbona.
Nel 2011 recita nel film horror La verità nascosta (La cara oculta), diretto da Andrés Baiz, nel ruolo di Fabiana, che le vale la candidatura al premio Macondo come miglior attrice.
Viene scritturata per la seconda stagione di Narcos nel ruolo di Maritza, dopo che aver fatto un'audizione anche per la prima stagione per un personaggio che poi non è stato sviluppato.

## Filmografia

### Attrice

#### Cinema
- Perdere è una questione di metodo (Perder es cuestión de método), regia di Sergio Cabrera (2004)
- Satanás, regia di Andrés Baiz (2007)
- Amar a morir, regia di Fernando Lebrija (2009)
- Rabia, regia di Sebastián Cordero (2009)
- Día naranja, regia di Alejandra Szeplaki (2009)
- La mosquitera, regia di Agustí Vila (2010)
- No eres tú, soy yo, regia di Alejandro Springall (2010)
- 'Halloween' Was Already Taken, regia di Nitzan Rotschild - cortometraggio (2010)
- La verità nascosta (La cara oculta), regia di Andrés Baiz (2011)
- Operación E, regia di Miguel Courtois (2012)
- E is for Equilibrium, episodio di The ABCs of Death 2, regia di Alejandro Brugués (2015)
- Backseat Fighter, regia di Mario Pagano (2016)
- Il meglio deve ancora venire (Le meilleur reste à venir), regia di Alexandre de La Patellière e Matthieu Delaporte (2019)
- Phobias, regia di Camilla Belle, Maritte Lee Go, Joe Sill, Jess Varley e Chris von Hoffmann (2021)

#### Televisione
- La guerra de las Rosas - serie TV, episodi 1x02-1x03 (1999)
- Maria Madrugada - serie TV (2002)
- Amor a la plancha - serie TV, 248 episodi (2003)
- La saga: Negocio de familia - serie TV (2004)
- Mujeres asesinas - serie TV (2007)
- Pura sangre - serie TV, 6 episodi (2007)
- Tiempo final - serie TV, episodio 1x19 (2008)
- Plan América - serie TV, 5 episodi (2008)
- El sexo débil - serie TV, 114 episodi (2011)
- Primera Dama - serie TV, 155 episodi (2011)
- Homeland - Caccia alla spia (Homeland) - serie TV, episodio 3x03 (2013)
- Narcos - serie TV, 5 episodi (2016)
- Blanca - miniserie TV (2016)
- All Those Things We Never Said - serie TV (2022)
- No fue mi culpa: Colombia - serie TV, 7 episodi (2022)

### Produttrice
- García, regia di José Luis Rugeles (2010)

## Riconoscimenti (parziale)
- Premios Macondo
  - 2012 - Candidatura alla miglior attrice per La verità nascosta

## Doppiatrici italiane
- Marisa Della Pasqua in La verità nascosta[4]